# Rio Botoş
O Rio Botoş é um rio da Romênia afluente do Rio Bistriţa, localizado no distrito de Suceava.